# Oulu (stacja kolejowa)
Oulu (fiń. Oulun rautatieasema) – stacja kolejowa w Oulu, w Finlandii. Budynek dworca ukończony został w 1884 roku. Pierwszy pociąg wjechał na stację 29 października 1886 roku. Wszystkie pociągi są obsługiwane przez VR. W pobliżu jest dworzec autobusowy dla autobusów dalekobieżnych.
Linia kolejowa od południa do Oulu została zelektryfikowana w 1983, wykorzystując napowietrzne przewody elektryczne 25KV. Elektryfikacja na północ od Oulu do Rovaniemi nie została zakończona do roku 2004. W 2006 linia kolejowa z Oulu do Iisalmi również została zelektryfikowana. Najszybsze pociągi z Oulu do Helsinek są obsługiwane przez pociągi Pendolino.
W 2010 roku stacja obsłużyła 896 tys. pasażerów.

## Linie kolejowe
Stacja Oulu znajduje się na skrzyżowanio następujących linii kolejowych:
- Pohjanmaan rata (Seinäjoki – Oulu)
- Oulu – Tornio
- Oulu – Kontiomäki

## Galeria

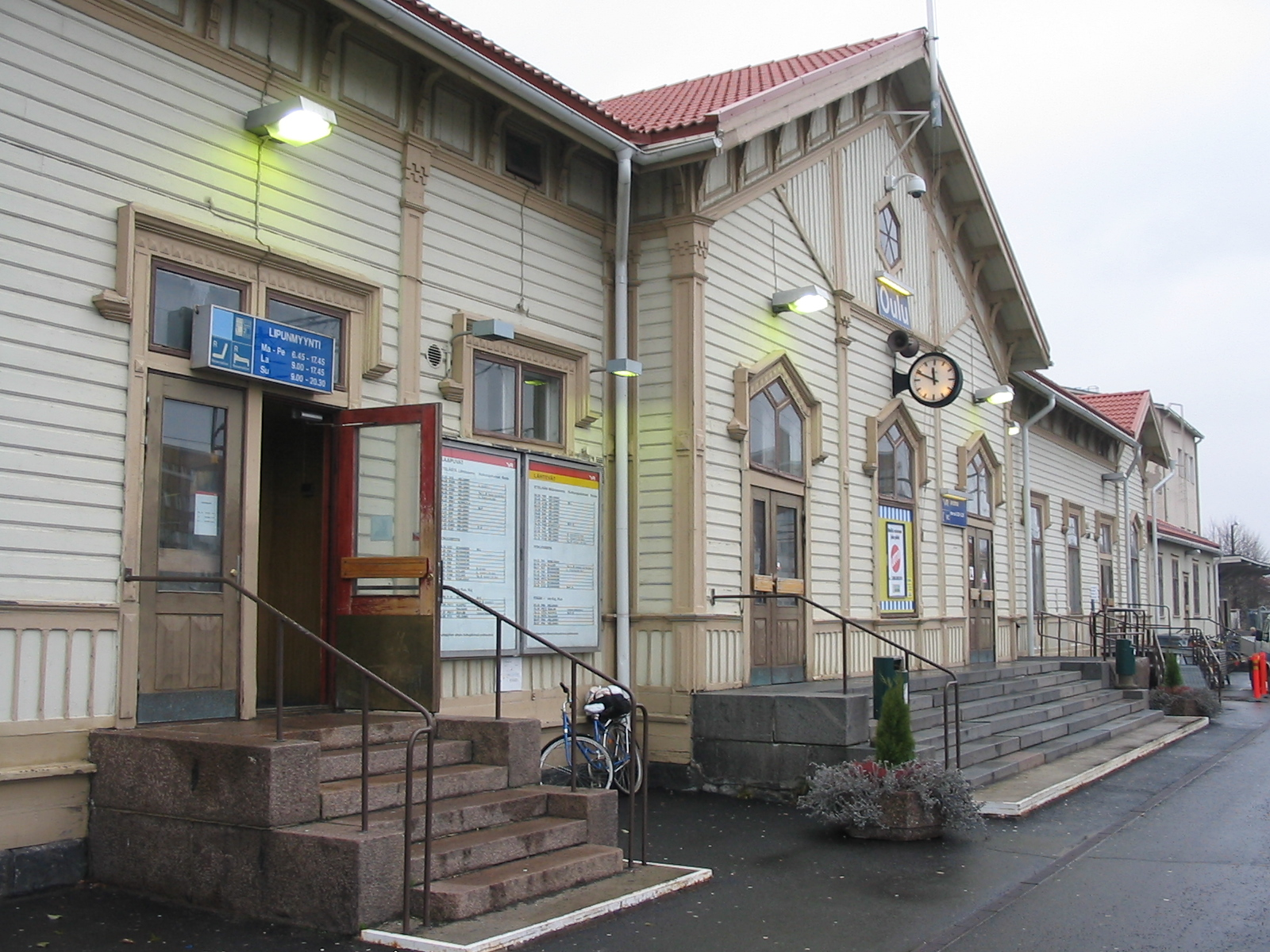
Budynek dworca
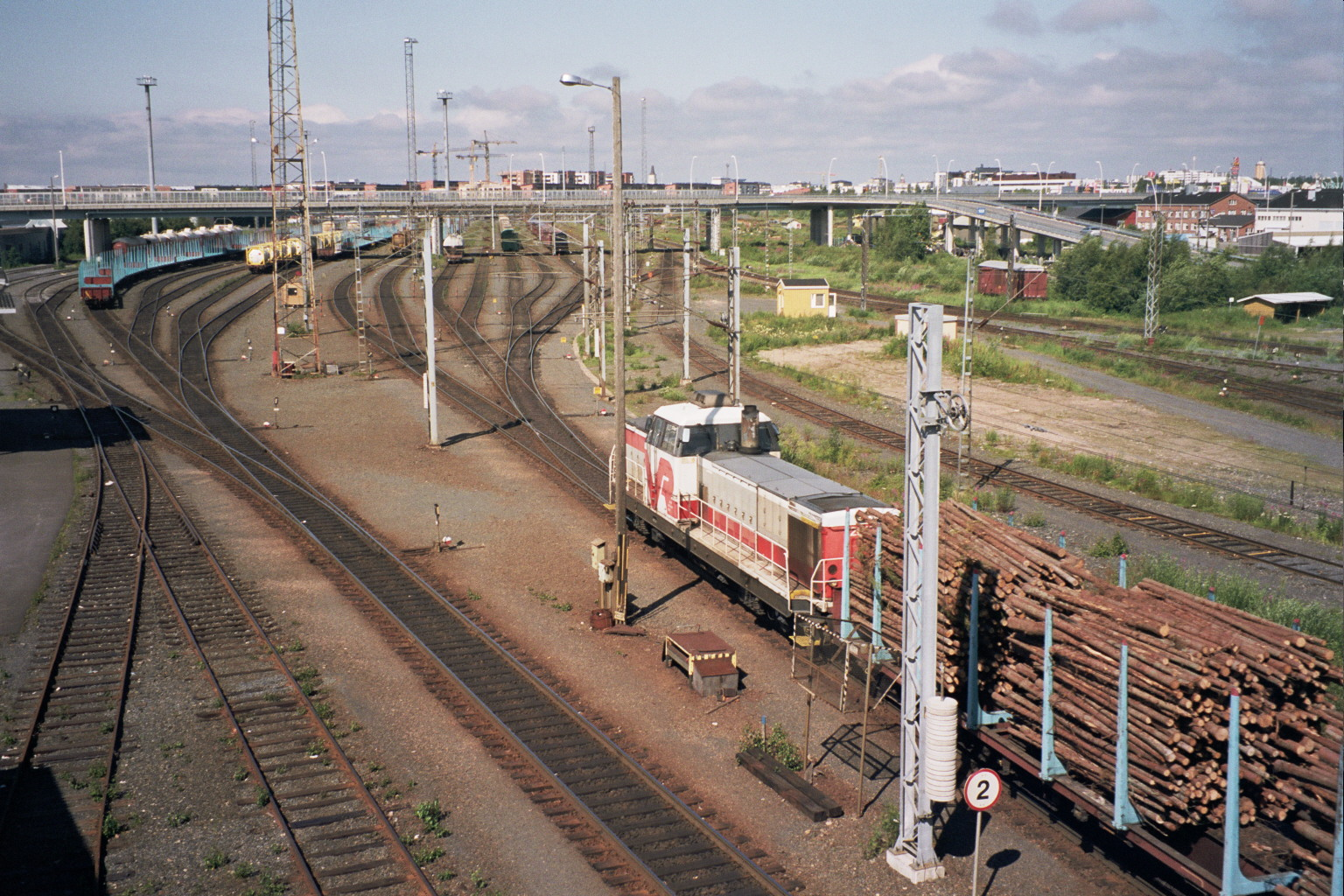
Tory kolejowe na stacji (2008)
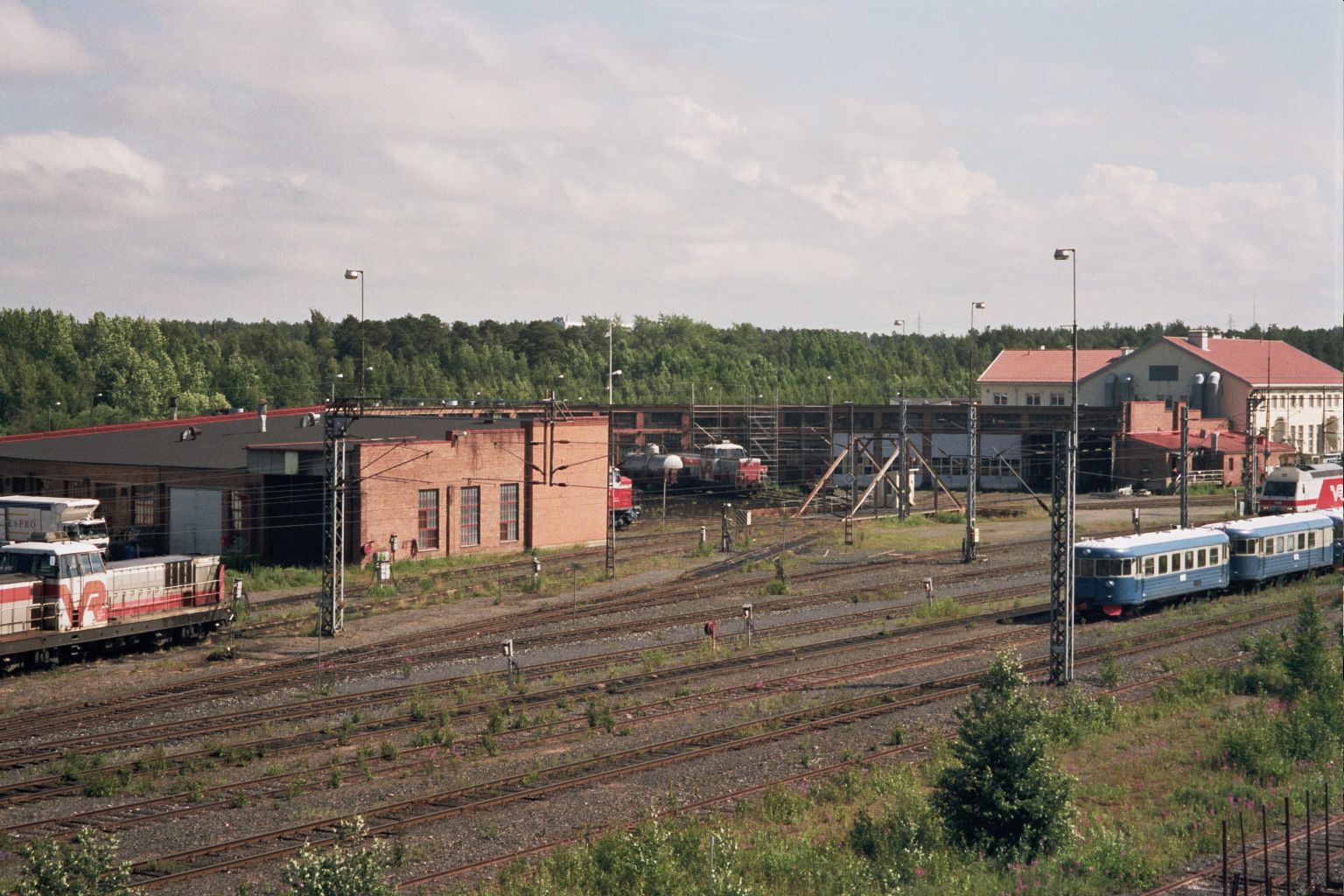
Lokomotywownia przy stacji
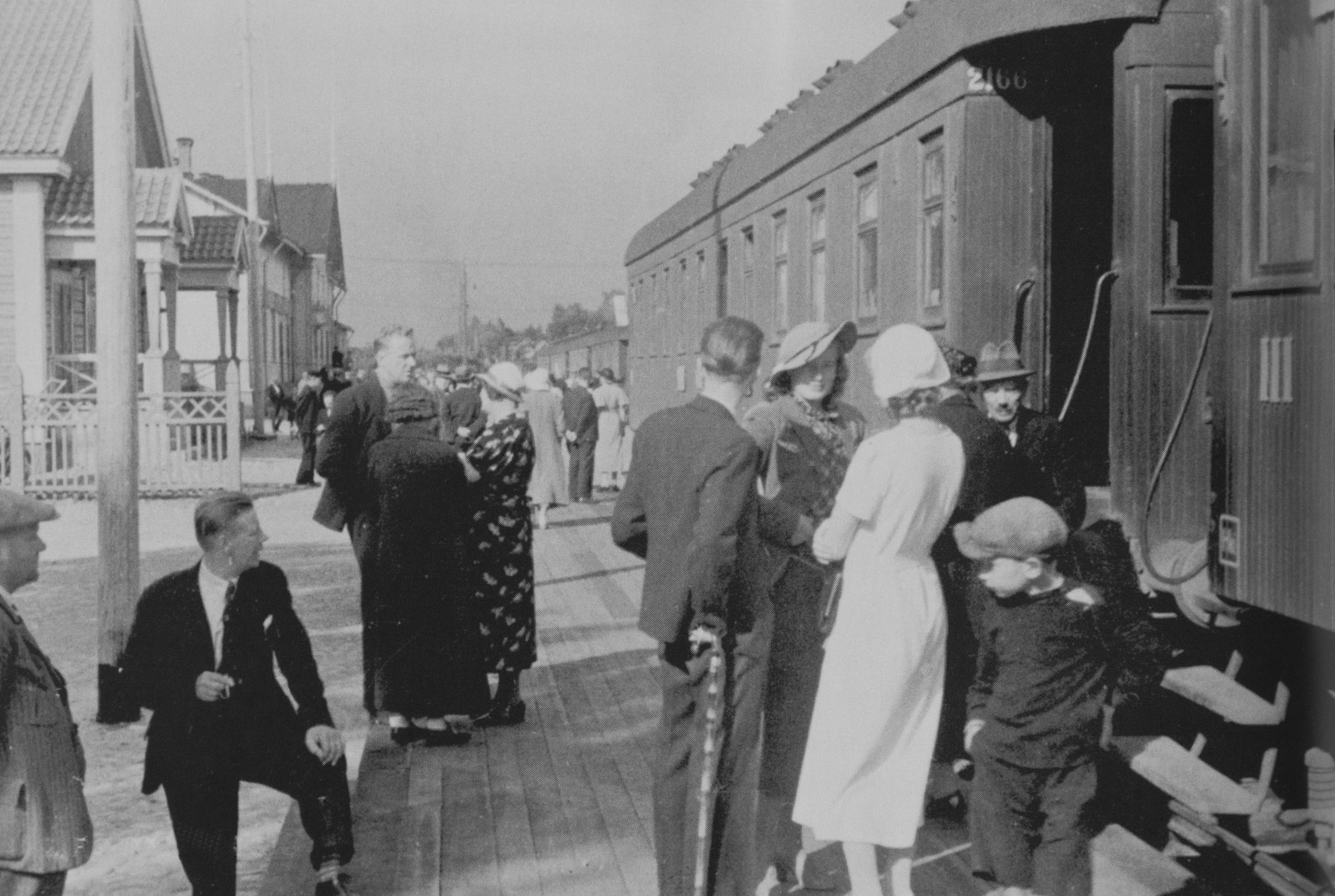
Stacja w latach 30.
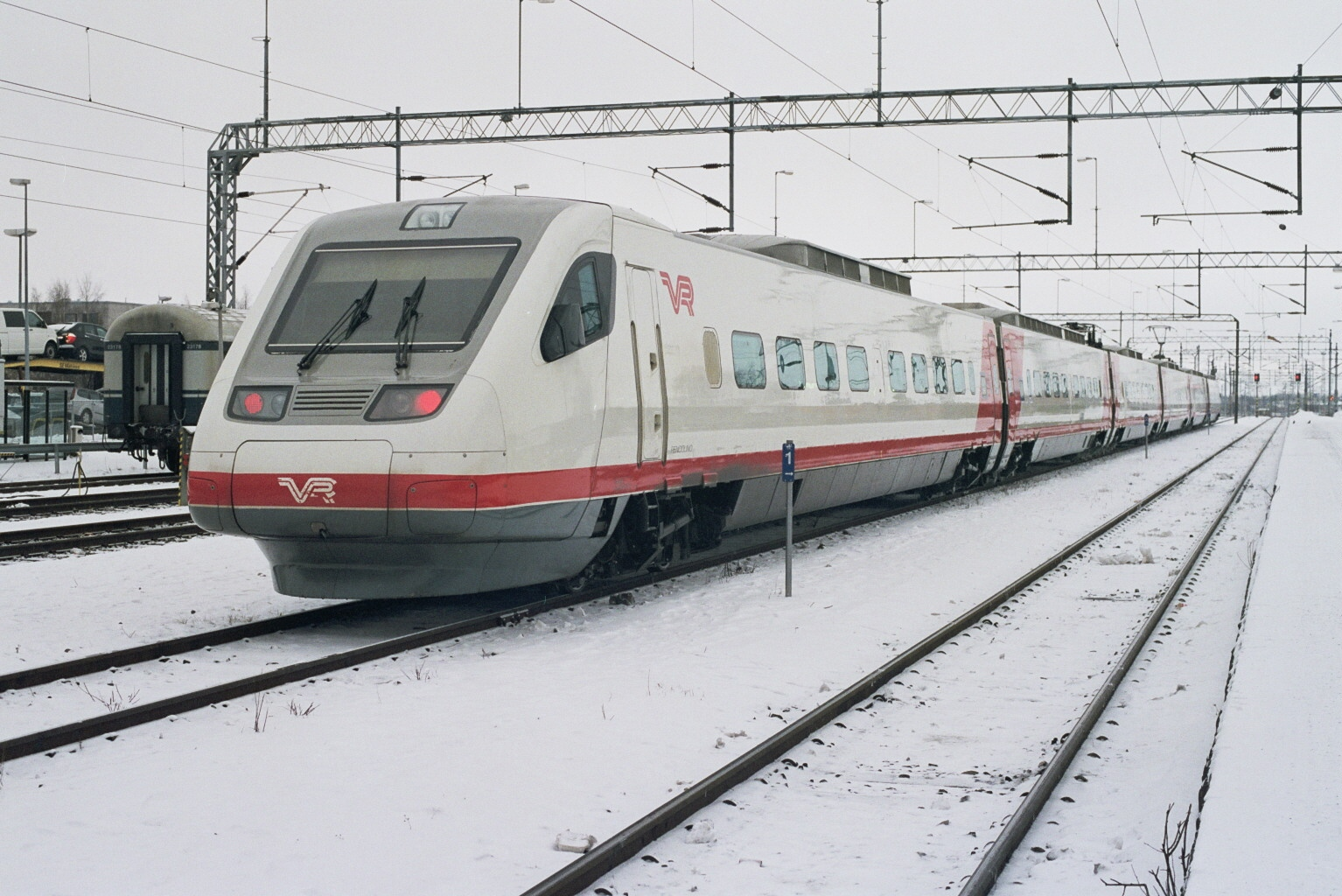
Pendolino na stacji Oulu